# Hobart International
Hobart International (tidigare Moorilla Hobart International) är en tennisturnering för damer som spelas årligen i Hobart, Australien. Turneringen startade 1994 och är för närvarande en del av kategorin International på WTA-touren. Den spelas utomhus på hardcourt veckan före Australiska öppna.

## Resultat

### Singel
| År   | Mästare              | Finalist                 | Resultat         |
| ---- | -------------------- | ------------------------ | ---------------- |
| 2014 | Garbiñe Muguruza     | Klára Zakopalová         | 6–4, 6–0         |
| 2013 | Jelena Vesnina       | Mona Barthel             | 6–3, 6–4         |
| 2012 | Mona Barthel         | Yanina Wickmayer         | 6–1, 6–2         |
| 2011 | Jarmila Groth        | Bethanie Mattek-Sands    | 6–4, 6–3         |
| 2010 | Alona Bondarenko     | Shahar Pe'er             | 6–2, 6–4         |
| 2009 | Petra Kvitová        | Iveta Benešová           | 7–5, 6–1         |
| 2008 | Eleni Daniilidou     | Vera Zvonarjova          | walkover         |
| 2007 | Anna Tjakvetadze     | Vasilisa Bardina         | 6–3, 7–6(3)      |
| 2006 | Michaëlla Krajicek   | Iveta Benešová           | 6–2, 6–1         |
| 2005 | Zheng Jie            | Gisela Dulko             | 6–2, 6–0         |
| 2004 | Amy Frazier          | Shinobu Asagoe           | 6–3, 6–3         |
| 2003 | Alicia Molik         | Amy Frazier              | 6–2, 4–6, 6–4    |
| 2002 | Martina Suchá        | Anabel Medina Garrigues  | 7–6(7), 6–1      |
| 2001 | Rita Grande          | Jennifer Hopkins         | 0–6, 6–3, 6–3    |
| 2000 | Kim Clijsters        | Chanda Rubin             | 2–6, 6–2, 6–2    |
| 1999 | Chanda Rubin         | Rita Grande              | 6–2, 6–3         |
| 1998 | Patty Schnyder       | Dominique van Roost      | 6–3, 6–2         |
| 1997 | Dominique van Roost  | Marianne Werdel Witmeyer | 6–3, 6–3         |
| 1996 | Julie Halard-Decugis | Mana Endo                | 6–1, 6–2         |
| 1995 | Leila Meskhi         | Li Fang                  | 6–2, 6–3         |
| 1994 | Mana Endo            | Rachel McQuillan         | 6–1, 6–7(1), 6–4 |

### Dubbel
| År   | Mästare                                          | Finalister                                       | Resultat               |
| ---- | ------------------------------------------------ | ------------------------------------------------ | ---------------------- |
| 2014 | Monica Niculescu / Klára Zakopalová              | Lisa Raymond / Zhang Shuai                       | 6–2, 6–7(5), [10–8]    |
| 2013 | Garbiñe Muguruza / María Teresa Torró Flor       | Tímea Babos / Mandy Minella                      | 6–3, 7–6(5)            |
| 2012 | Irina-Camelia Begu / Monica Niculescu            | Chuang Chia-jung / Marina Erakovic               | 6–7(4), 7–6(4), [10–5] |
| 2011 | Sara Errani / Roberta Vinci                      | Kateryna Bondarenko / Līga Deikmejere            | 6–3, 7–5               |
| 2010 | Chuang Chia-jung / Květa Peschke                 | Chan Yung-jan / Monica Niculescu                 | 3–6, 6–3, [10–7]       |
| 2009 | Gisela Dulko / Flavia Pennetta                   | Alona Bondarenko / Kateryna Bondarenko           | 6–2, 7–6(4)            |
| 2008 | Anabel Medina Garrigues / Virginia Ruano Pascual | Eleni Daniilidou / Jasmin Wöhr                   | 6–2, 6–4               |
| 2007 | Jelena Lichovtseva / Jelena Vesnina              | Anabel Medina Garrigues / Virginia Ruano Pascual | 2–6, 6–1, 6–2          |
| 2006 | Émilie Loit / Nicole Pratt                       | Jill Craybas / Jelena Kostanić                   | 6–2, 6–1               |
| 2005 | Yan Zi / Zheng Jie                               | Anabel Medina Garrigues / Dinara Safina          | 6–4, 7–5               |
| 2004 | Shinobu Asagoe / Seiko Okamoto                   | Els Callens / Barbara Schett                     | 2–6, 6–4, 6–3          |
| 2003 | Cara Black / Jelena Lichovtseva                  | Barbara Schett / Patricia Wartusch               | 7–5, 7–6(1)            |
| 2002 | Tathiana Garbin / Rita Grande                    | Catherine Barclay-Reitz / Christina Wheeler      | 6–2, 7–6(3)            |
| 2001 | Cara Black / Jelena Lichovtseva                  | Ruxandra Dragomir / Virginia Ruano Pascual       | 6–4, 6–1               |
| 2000 | Rita Grande / Émilie Loit                        | Kim Clijsters / Alicia Molik                     | 6–2, 2–6, 6–3          |
| 1999 | Mariaan de Swardt / Elena Tatarkova              | Alexia Dechaume / Émilie Loit                    | 6–2, 6–2               |
| 1998 | Virginia Ruano Pascual / Paola Suárez            | Julie Halard-Decugis / Janette Husárová          | 7–6(6), 6–3            |
| 1997 | Naoko Kijimuta / Nana Miyagi                     | Barbara Rittner / Dominique Monami               | 6–3, 6–1               |
| 1996 | Yayuk Basuki / Kyoko Nagatsuka                   | Kerry-Anne Guse / Park Sung-hee                  | 7–6(7), 6–3            |
| 1995 | Kyoko Nagatsuka / Ai Sugiyama                    | Manon Bollegraf / Larisa Neiland                 | 2–6, 6–4, 6–2          |
| 1994 | Linda Wild / Chanda Rubin                        | Jenny Byrne / Rachel McQuillan                   | 7–5, 4–6, 7–6(1)       |